# Police (Zlín)
Police (in tedesco Politz) è un comune della Repubblica Ceca facente parte del distretto di Vsetín, nella regione di Zlín.